# Kardiolipin

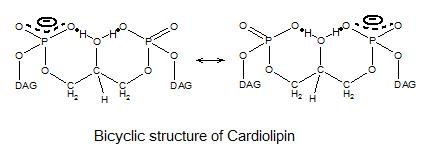
bicyklická struktura kardiolipinu

Kardiolipin je glycerolfosfolipid sestávající ze dvou molekul fosfatidátů napojených kovalentně na molekulu glycerolu. Najdeme ho zejména ve vnitřní membráně mitochondrií a v plazmatické membráně bakterií.